# جائزة التميز الإعلامي
جائزة التميز الإعلامي هي جائزة سنوية أطلقتها وزارة الإعلام السعودية في عام 2019 باسم «جائزة التميز الإعلامي لليوم الوطني» لتكريم الأعمال الإعلامية الإبداعية بمختلف مجالاتها التي تتناول الوطن موضوعا لها ضمن احتفالات اليوم السعودي الوطني، وتستهدف الجائزة الجهات الحكومية والخاصة والأفراد.
وأعلن وزير الإعلام المكلف ماجد القصبي في افتتاح حفل تكريم الفائزين بجائزة التميز الإعلامي في نسختها الثالثة 2022 توسيع نطاق الجائزة في نسختها الرابعة 2023 لتصبح سنوية باسم «جائزة التميُّز الإعلامي»، ليكون الاحتفاء بجميع الأعمال الإبداعية الوطنية على امتداد العام.

## المسارات
تشمل مسارات الجائزة، المبادرة الإعلامية من جهة حكومية، الفيديو من القطاع الخاص والقطاع غير الربحي، والمنتج تلفزيوني، والمنتج إذاعي، والأغنية الوطنية، والقصيدة الوطنية، والصورة الفوتوغرافية، والتغطية الصحفية، والمادة الإبداعية في الإعلام الجديد للأفراد، و المقال الصحفي. وشملت مسارات الجائزة في عام 2020 مسار الفيديو الإبداعي لجهود المملكة في مكافحة جائحة كورونا.
واستحدثت الجائزة في النسخة الثالثة 2022 تكريماً خاصاً لشخصيات وضعت بصماتها على إعلام السعودية وثقافتها.

## المراحل
تستقبل الجائزة المشاركات بدءا من 9 سبتمبر كل عام وتستمر على مدى أسبوعين، وتبدأ بعدها مرحلة التصفية والترشيح التي تستمر لأسبوعين أيضا، وبعدها تكون مرحلة التحكيم التي تستمر على مدى 3 أيام من قبل لجان مختصة لكل مسار، وأخيرا يتم إعلان الفائزين في الثاني من أكتوبر خلال حفل تقيمه وزارة الإعلام لهذه المناسبة.

## الفائزون

### جائزة التميز الإعلامي لليوم الوطني 89 - 2019 (النسخة الأولى)
| المسار                                     | لجنة التحكيم                                             | الأعمال المرشحة | الفائز                                                                         |
| ------------------------------------------ | -------------------------------------------------------- | --- | ------------------------------------------------------------------------------ |
| المبادرة الإعلامية من جهة حكومية           | سامي الحصين - صالح الشبل باسم السلوم                     | - سعودي عزّ وشأن - الهيئة السعودية للملكية الفكرية - عشنا على هالأرض - هيئة رعاية الأشخاص ذوي الإعاقة - تتخيل الوطن بدونهم - الاتحاد السعودي للأمن السيبراني والبرمجة والدرونز | تتخيل الوطن بدونهم الاتحاد السعودي للأمن السيبراني والبرمجة والدرونز           |
| الفيديو من القطاع الخاص والقطاع غير الربحي | عبيد العبدلي - خالد طاش حسام القرشي                      | - ما توفيه أربعين - أسواق التميمي - نحن منها - مايسترو بيتزا - عزك لقدام - أرامكو السعودية                                                                                    | نحن منها مايسترو بيتزا                                                         |
| المنتج تلفزيوني                            | سبأ باهبري - عبدالله المديفر                             | | فيلم الجندي ماجد القرني هيئة الإذاعة والتلفزيون                                |
| المنتج إذاعي                               | سليمان العيدي - سمر قطاني عادل أبو حيمد                  | - حلقة "همة حتى القمة" برنامج كلمة شباب - إذاعة الرياض - أشياء غيرتنا - بودكاست ثمانية - المواصفات القياسية للعلم السعودي - بودكاست بالملي                                    | أشياء غيرتنا بودكاست ثمانية                                                    |
| التغطية الصحفية                            | علي الزيد - سليمان أبا حسين                              | - المملكة تتقدم في 109 مؤشرات عالمية للأداء - والرؤية تحرك عجلة التطور - جريدة الوطن - مشاريع عملاقة تشكل وجه السعودية الجديدة - صحيفة مكة - ابن سعود - صحيفة الرياضية        | المملكة تتقدم في 109 مؤشرات عالمية للأداء والرؤية تحرك عجلة التطور جريدة الوطن |
| المقال الصحفي                              | حمد القاضي - فضل البوعينين بدرية البشر - زياد الدريس     | - اليوم الوطني احتفاء بالمنجزات لا بالشعارات - يحيى المالكي - 23 سبتمبر لأكثر من 33 مليون نسمة - إيمان الشمري - سارعي للمجد - محمد الرساسمة                                   | 23 سبتمبر لأكثر من 33 مليون نسمة إيمان الشمري                                  |
| الصورة الفوتوغرافية                        | مها السنان - حسين الدغريري عبدالله المشرف                | - للمجد والعلياء - ظافر الشهري - الفارس والعلم - عوض الحربي - الخفاق الأخضر - عبدالله العيدي                                                                                  | للمجد والعلياء ظافر الشهري                                                     |
| الأغنية الوطنية                            | ناصر الصالح - سمير المبروك سامي الخليفة - فيصل اليامي    | - أعظم ملوك العالم - نايف الحربي - عزة الإسلام - الراية الوطنية للفنون - موعدنا 2030 - الهيئة العامة للترفيه                                                                  | موعدنا 2030 الهيئة العامة للترفيه                                              |
| القصيدة الوطنية                            | فاطمة القرني - عبدالله الوشمي فهد المساعد - شتيوي الغيثي | - نحو القمة - حسن القثمي - 89 عام من العمل والأمل - شاهر الشراري - وطن تحت ظلال النخيل - عبدالله الزهراني                                                                     | وطن تحت ظلال النخيل عبدالله الزهراني                                           |
| المادة الإبداعية في الإعلام الجديد للأفراد | هاني المقبل - لبنى الخميس حاتم الكاملي                   | حُجبت | حُجبت                                                                           |

### جائزة التميز الإعلامي لليوم الوطني 90 - 2020 (النسخة الثانية)
| المسار                                     | الفائز                                                                              |
| ------------------------------------------ | ----------------------------------------------------------------------------------- |
| الحملة الإعلامية من جهة حكومية             | وزارة الرياضة عن حملتها (ما بعده وطن)                                               |
| فيديو القطاع الخاص والغير ربحي             | شركة رتال للتطوير العمراني عن فيديو "نبني وطنًا يسكن فينا"                           |
| المنتج تلفزيوني                            | قناة MBC عن تغطيتها "اليوم الوطني السعودي 90"                                       |
| الصور الفوتوغرافية                         | عبد الله النشمي الشمري عن لقطته "دمت شامخًا بالعلم"                                  |
| المادة الإبداعية في الإعلام الجديد للأفراد | الياس ياسين سلامة عن مقطوعته "النشيد الوطني السعودي بآلة الكمان"                    |
| التغطيات الصحفية                           | صحيفة اليوم (دار اليوم للصحافة والطباعة والنشر) عن تغطيتها "ملحق خاص باليوم الوطني" |
| الفيديو الإبداعي في مكافحة جائحة كورونا    | محمد عبد القادر دهلوي عن فيديو "كليب آمنة"                                          |
| القصيدة الوطنية                            | الشاعر جاسم محمد الصحيّح عن قصيدته "المقام الثامن: سيرةٌ إنسانيةٌ للرمال".             |

### جائزة التميز الإعلامي لليوم الوطني 92 - 2022 (النسخة الثالثة)
| المسار                                     | الفائز |
| ------------------------------------------ | --- |
| الحملة الإعلامية من جهة حكومية             | هيئة المحتوى المحلي والمشتريات الحكومية عن عمل «سمننا في دقيقنا»                                                       |
| الصور الفوتوغرافية                         | حمد العقيلي عن صورته «الصقر والصقور»                                                                                   |
| فيديو القطاع الخاص                         | شركة «ھاف مليون» عن عمل «عبيّة تشوف مجدها».                                                                             |
| فيديو القطاع غير الربحي                    | مؤسسة محمد بن سلمان (مسك) عن عمل «وطن حاضر لك»                                                                         |
| المادة الإبداعية في الإعلام الجديد للأفراد | الدكتور ثواب السبيعي عن عمل «هي لنا دار، وهي لهم دار أيضاً»                                                             |
| التغطيات الصحفية                           | جريدة الرياضعن مشاركة «الرياض عاصمة المُلك... التاريخ سطّر هنا»                                                          |
| المنتج تلفزيوني                            | هيئة الإذاعة والتلفزيونعن الفيلم الوثائقي «العرضة السعودية»                                                            |
| الإذاعة والبودكاست                         | بودكاست مجلة القافلة عن حلقة «العلم... رمز الفخر والاعتزاز»                                                            |
| الأغنية الوطنية                            | مبادرة أرامكو «إثراء» عن أغنية «نغنِّي للوطن»                                                                            |
| الأفلام السياحية لفئة الجهات               | صندوق التنمية السياحيعن عمل «أهل السياحة»                                                                              |
| الأفلام السياحية لفئة الأفراد              | حُجبت |
| الشخصيات المكرّمة                           | كاتب كلمات النشيد الوطني الشاعر إبراهيم خفاجي، والفنان محمد عبده، والمصوِّر بندر الجلعود، والمصوِّر الفرنسي تشيكوف مينوزا. |

### جائزة التميز الإعلامي 2023 (النسخة الرابعة)
| المسار                   | الفائز |
| ------------------------ | --- |
| جائزة الصور الفوتوغرافية | وكالة الأنباء السعودية «واس» عن «صورة عن ألف تقرير» |
| جائزة الفيديو الإبداعي   | وزارة الحرس الوطني عن عمل «عيالي فداها» |
| جائزة المادة الصحفية     | صحيفة إندبندنت عربية عن مشاركة «الصحافة بلغة الإنفوغرافيك» |
| جائزة المنتج التلفزيوني  | القناة السعودية عن برنامج «إرث» |
| جائزة المنتج الصوتي      | إذاعة الرياض عن برنامج «بك نهتم» |
| جائزة الأغنية الوطنية    | منصة سعوديون عن أغنية «ساهرون» |
| جائزة منتج إعلامي حكومي  | وزارة الداخلية الأعمال الإعلامية التي تُبرز الجانب الأمني |
| جائزة التكريم الخاص      | الشاعر خلف بن هذال العتيبي، والمتحدث الرسمي لوزارة الصحة الدكتور محمد العبد العالي، وصانع القصص الرقمية حاتم الحسني، و هيئة الموسيقى عن روائع «الأوركسترا السعودية». |

### جائزة التميز الإعلامي 2025 (النسخة الخامسة)
| المسار              | الفائز |
| ------------------- | --- |
| الصورة الفوتوغرافية | حسن السبع عن مشاركته «بهجة وطن» |
| الفيديو الإبداعي    | وزارة الرياضة عن «الهجن رياضتنا» وزارة الداخلية بـ«التغطية الرقمية لموسم حج 1445» عن تغطية مبادرة «طريق مكة» |
| المنتج التلفزيوني   | هيئة الإذاعة والتلفزيون عن فيلم «عودة الأمل» |
| الأغنية الوطنية     | شركة «هاف مليون» عن عمل «من يصدِّق» |
| الحوار الصحافي      | محمد البيشي رئيس تحرير صحيفة «الاقتصادية» عن حواره مع وزير المالية السعودي محمد الجدعان |
| المقال الصحافي      | علي الحازمي صحيفة «مال» عن «الحراك الاجتماعي في السعودية... عصر (ماسِّي) في ظل الرؤية» |
| الإذاعة             | إذاعة جدة عن برنامج «عطايا الله» |
| البودكاست           | شبكة «مايكس» عن «بودكاست الغرفة» |
| أفضل مؤثر           | المعّلم منصور المنصور |
| التكريم الخاص       | وزارة الرياضة عن «الكأس في السعودية» الحملة الإعلامية لملف ترشح السعودية لاستضافة كأس العالم 2034 مستشفى الملك فيصل التخصصي ومركز الأبحاث «أطباؤنا عالميون: الفريق الطبي المنفذ لأول زراعة قلب بالروبوت في العالم» هيئة الترفيه عن «موسم الرياض». |